# Lucrezia Millarini
Lucrezia Millarini é uma jornalista britânica contratada pelo ITN . Antes de iniciar sua carreira no jornalismo, Millarini estudou Direito na Universidade de Bristol e passou a se formar como advogada .
Trabalhando inicialmente para uma estação de rádio local em Oxford, Millarini juntou-se à operação digital da ITN em Londres, reportando para o canal digital de notícias 24 horas.
Após 7 anos trabalhando para ITV News London como Correspondente de Entretenimento, passou para leitura de notícias em janeiro de 2013. Agora apresenta regularmente o programa principal das 18h, bem como o ITV Lunchtime News (2017-), ITV Weekend News (2015-)  e o ITV Evening News (2019-).
Ela participou do Dancing on Ice no ITV em janeiro de 2020.
Ela ganhou um episódio de Celebrity Mastermind em dezembro de 2020.